# Decaschistia siamensis
Decaschistia siamensis är en malvaväxtart som beskrevs av William Grant Craib. Decaschistia siamensis ingår i släktet Decaschistia och familjen malvaväxter. Inga underarter finns listade i Catalogue of Life.